# Société des amis du musée des beaux-arts de Bordeaux
La Société des amis du musée des beaux-arts de Bordeaux est une association loi de 1901 fondée en 1945, émanation d'une académie appelée le Musée, créée en 1783 par l'abbé Dupont de Jumeaux à Bordeaux.  
Cette association indépendante et administrée par des bénévoles a pour but de faire la promotion du savoir en histoire de l'art et d'aider à l'enrichissement et à l'embellissement des collections du musée des beaux-arts de Bordeaux. 

## Histoire

### Un siècle de gestation au gré de l'histoire
L'abbé Dupond de Jumeaux, prieur d'Eymet en Périgord, fondateur du Journal de Guienne, s’installe à Bordeaux en 1781 et créée Le Musée de Bordeaux en 1783,. 
Cette société scientifique et culturelle a pour premier président l'intendant Nicolas Dupré de Saint-Maur. Elle tient sa première séance dans la salle de concert attenante à l’hôtel de l'Intendance cours Tourny, le 10 avril 1783. Elle regroupe les bordelais instruits et influents qui n’ont pas pu entrer à l'Académie de Bordeaux. Le Musée se compose de comités dont celui de peinture dédié aux expositions et aux questions d'art. Pour la première fois, artistes et amateurs examinent librement les problèmes artistiques, soutiennent les jeunes et les aident à se perfectionner. Mais à la Révolution, par le décret du 8 août 1793, la Convention décide que toutes les Académies et Sociétés littéraires sont supprimées.
Elle renaît pourtant quelques années plus tard, sous le nom de Lycée littéraire,  mais sans succès. En décembre 1801, lui succède le Muséum d'Instruction publique, réplique du Musée. Installé rue Mably, son inauguration a lieu en 1802. Le Muséum publie un Bulletin polymathique. Il est doté d’une salle de lecture, propose des cours de peinture et Pierre Lacour enseigne l'art du dessin.
En tête de l’institution deux notables, Goethals et Rodrigues, permettent la réunion des éléments nécessaires à la naissance de la Société Philomathique. En 1808, elle se substitue au Muséum et installe son siège 2 cours du 30 juillet à Bordeaux. Elle conservera au sein de la société bordelaise une place considérable[réf. nécessaire] en instaurant des séances publiques largement ouvertes et propices à la vulgarisation des connaissances  (aujourd'hui installée rue l'Abbé de l'Épée à Bordeaux). 

### Une renaissance récente
Refondée en 1945 en association indépendante et autonome sous le régime de la loi 1901, elle est rebaptisée Société des Amis du Musée de peinture et de sculpture de Bordeaux. Son siège social est au Musée des Beaux-Arts, 20 cours d'Albret.  
En 1963, son action se porte sur tous les musées de la ville et son nom évolue en Société des Amis des Musées de Bordeaux (déclaration à la préfecture de la Gironde, 16 mars 1963). 
Alors que tous les musées de la ville sont dotés d'une Société d'Amis, en 2015, le conseil d'administration décide à l'unanimité des voix de reprendre son appellation d'origine (assemblée générale extraordinaire, 2 juin 2015, modification  parue au Journal officiel de la République française, annonce no 622, page 3092)[évasif].

#### Présidents
- Philippe de Rothschild, président en 1952
- Guy Rogier, président en 1954
- Marcel Nussy Saint Saens, président en 1961
- Philippe Labory, président en 1963
- Nicole Schÿler, présidente en 1986
- Marie-Claire Mansencal, présidente depuis janvier 2008.

## Missions
La Société des amis du musée des beaux-arts de Bordeaux poursuit ses missions précisées dans l'article 4 de ses statuts déposés à la Préfecture de la Gironde le 15 juin 2015.
- Diffuse et fait partager la connaissance de l'histoire de l'art pour aider à la compréhension des œuvres d'art. D'octobre à mai, des conférences organisées pour tous sont animées par des universitaires et des  conservateurs[9], couvrant les périodes du Moyen Âge au XXe siècle. Pour ses membres, elle organise chaque année deux sorties culturelles pour découvrir les sites pittoresques de la Nouvelle Aquitaine et des visites commentées des collections ou des expositions du Musée des Beaux-Arts de Bordeaux.
- Contribue à l'enrichissement des collections du musée des Beaux-Arts de Bordeaux, sa seconde mission.  Les dons et les cotisations de ses membres lui permettent d'aider le Musée des Beaux-Arts de Bordeaux à enrichir ses collections[10].
- Participe à la mise en valeur et à la conservation des œuvres.
- Dernièrement, Le 21 juillet dernier, notre Société a offert au musée des Beaux-Arts un dessin à la plume et encre bistre, 32,5x25 cm, daté de 1916, intitulé "Pegase", de Gaston Redon (1853-1921), frère d’Odilon. Architecte et archéologue, Gaston Redon rapporta de ses voyages, Italie et Syrie, de nombreux dessins et aquarelles remarquables. Mais, ainsi que l’écrivait Paul Jamot « c’est l’imaginatif, c’est le constructeur de visions confidentielles qui nous retient et nous fascine. Cet homme qui savait si bien manier la couleur lavée à grande eau, a préféré le blanc et noir, le plus souvent par le moyen de la plume et de l’encre ».

D'autres œuvres sont entrées au musée grâce à la Société des Amis et de ses mécènes :
En novembre 2017 un carnet de 20  lithographies d'Odilon Redon d'après la Tentation de Saint-Antoine de Gustave Flaubert.
Le 23 décembre 2017 la Société a offert au musée uns statue de Lucas de Montigny représentant la cantatrice la Saint Huberty.
Le 3 mars 2018, c'est un portrait de Ulrik Wertmuller représentant une dame de qualité qui est venu enrichir les collections grâce aux Amis du Musée et de ses mécènes.
Le 7 mars 2018, la Société a offert un tableau de André Lhote représentant le "Christ au mont des Oliviers" d'après Gauguin. Ce tableau faisait partie de la collection du bordelais Gabriel Frizeau.

Participation aux enrichissements du musée des beaux-arts de Bordeaux
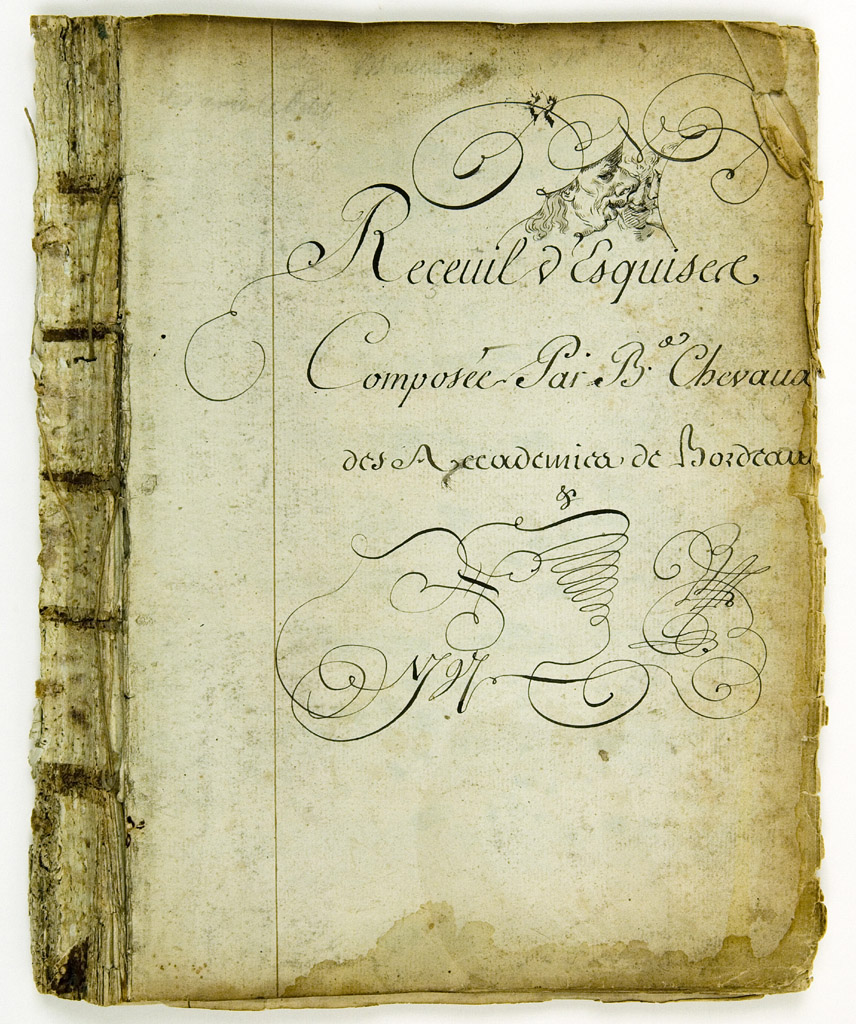
2008. Achat du musée avec le soutien de la Société des Amis du musée du recueil d'Henri Chevaux
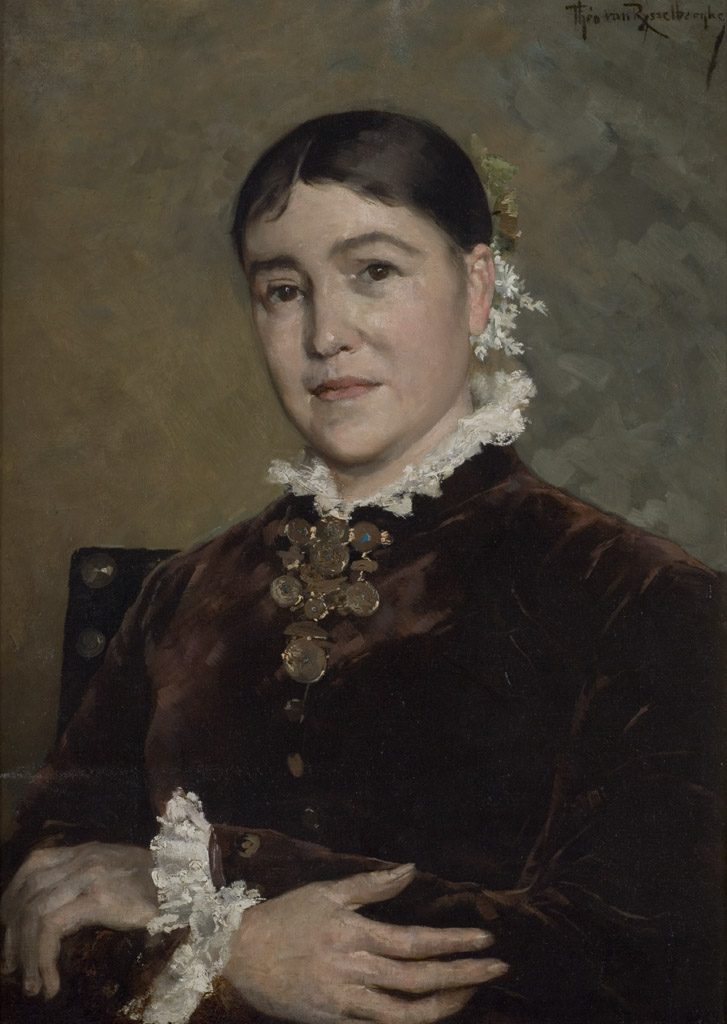
2009 : Don de la Société des Amis des Musées de Bordeaux, Théo van Rysselberghe, Portrait de jeune femme portant un collier, huile sur toile
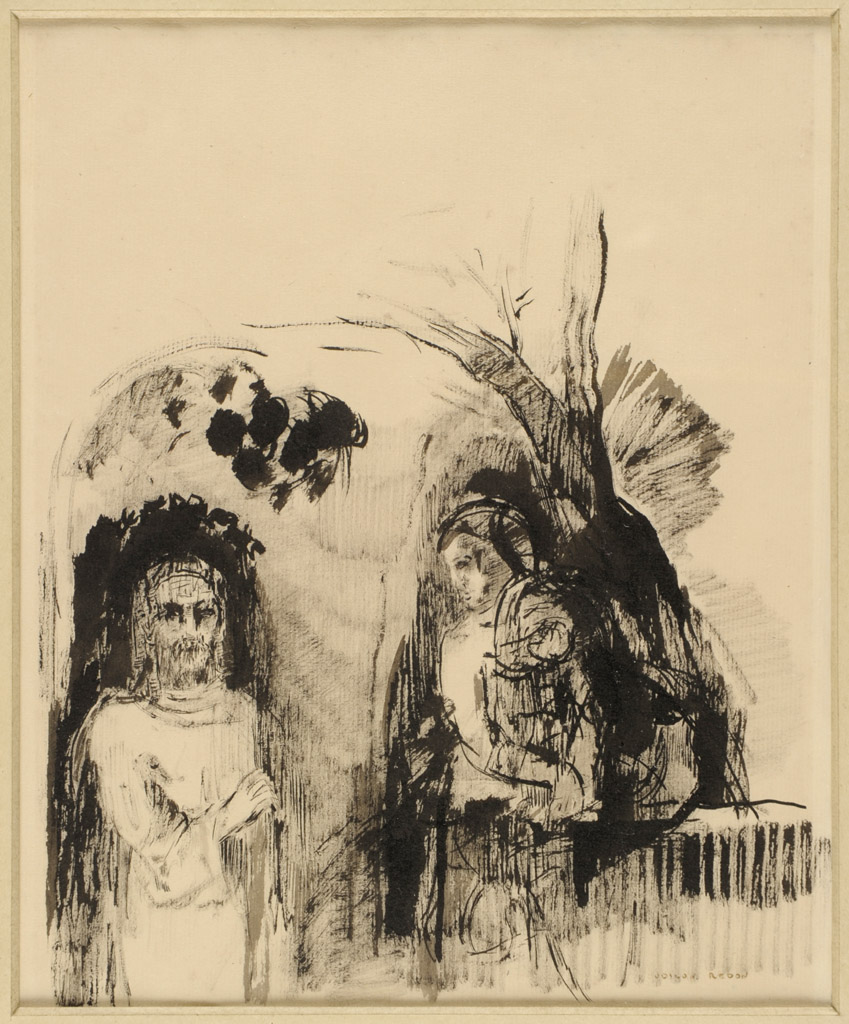
2010 : Don de la Société des Amis des Musées de Bordeaux, Odilon Redon, Le Christ et la Samaritaine, pinceau et encre de Chine sur papier
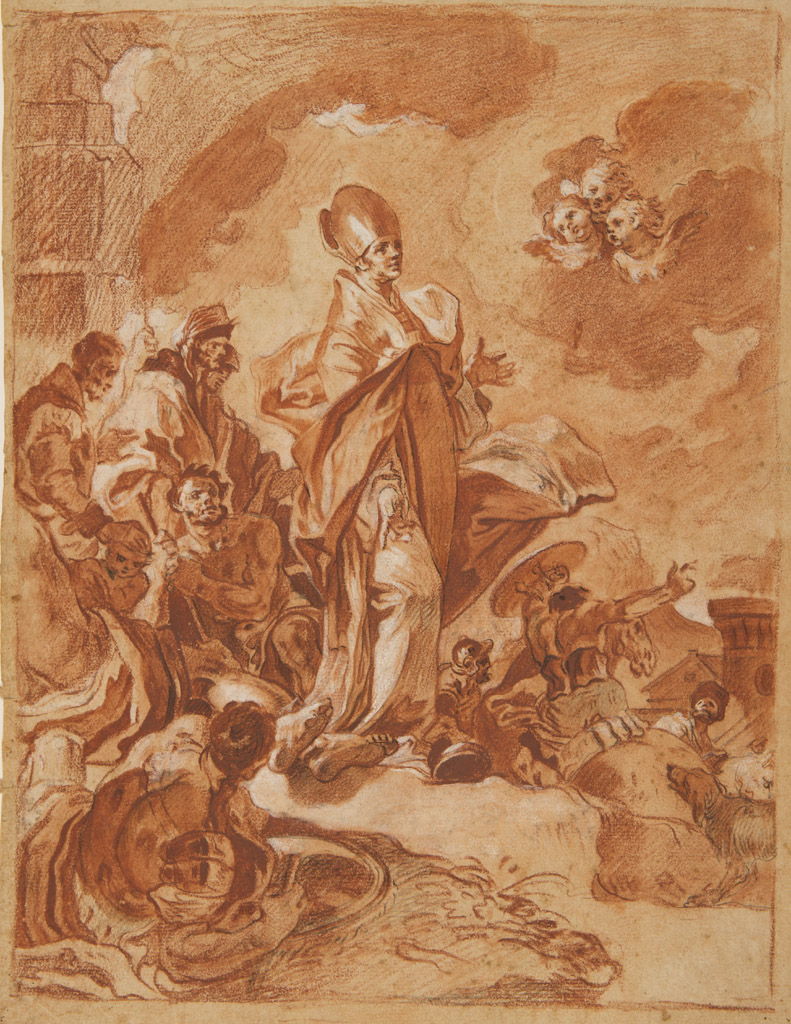
2012 : Don de la Société des Amis des Musées de Bordeaux, Francesco La Marra, Un miracle de saint Janvier, sanguine, gouache blanche, encre et plume bistre
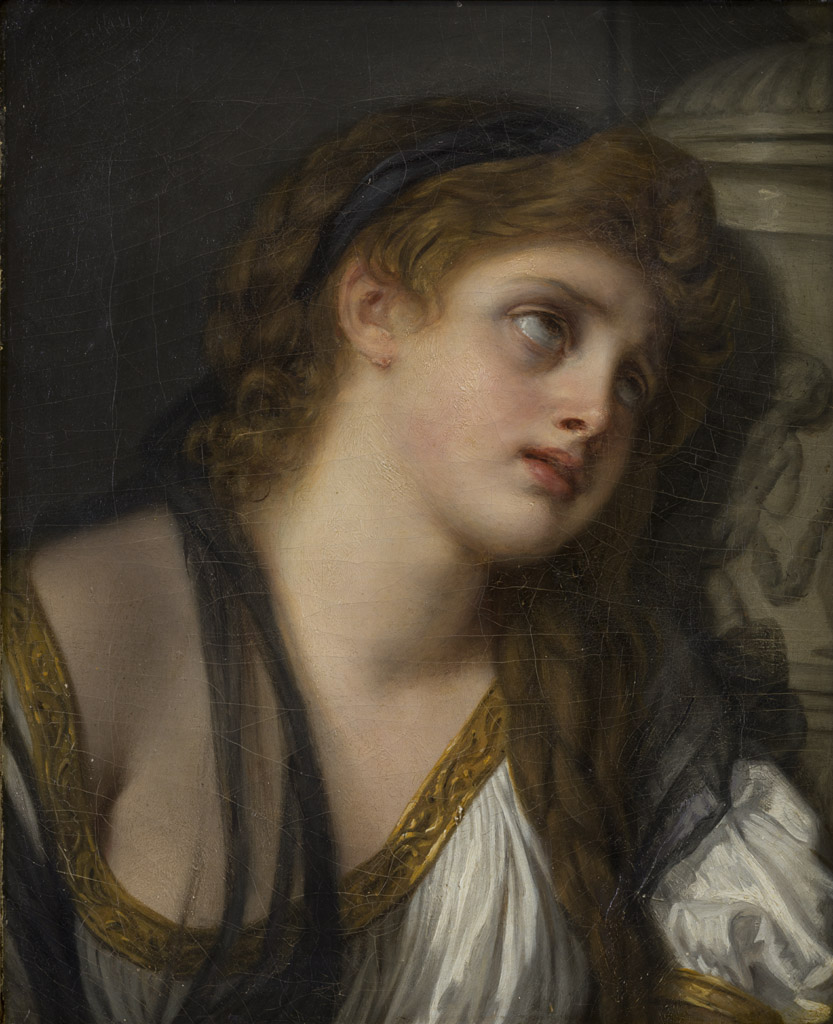
2014 : Don de la Société des Amis des Musées de Bordeaux, Jean-Baptiste Greuze, L'Inconsolable, huile sur toile
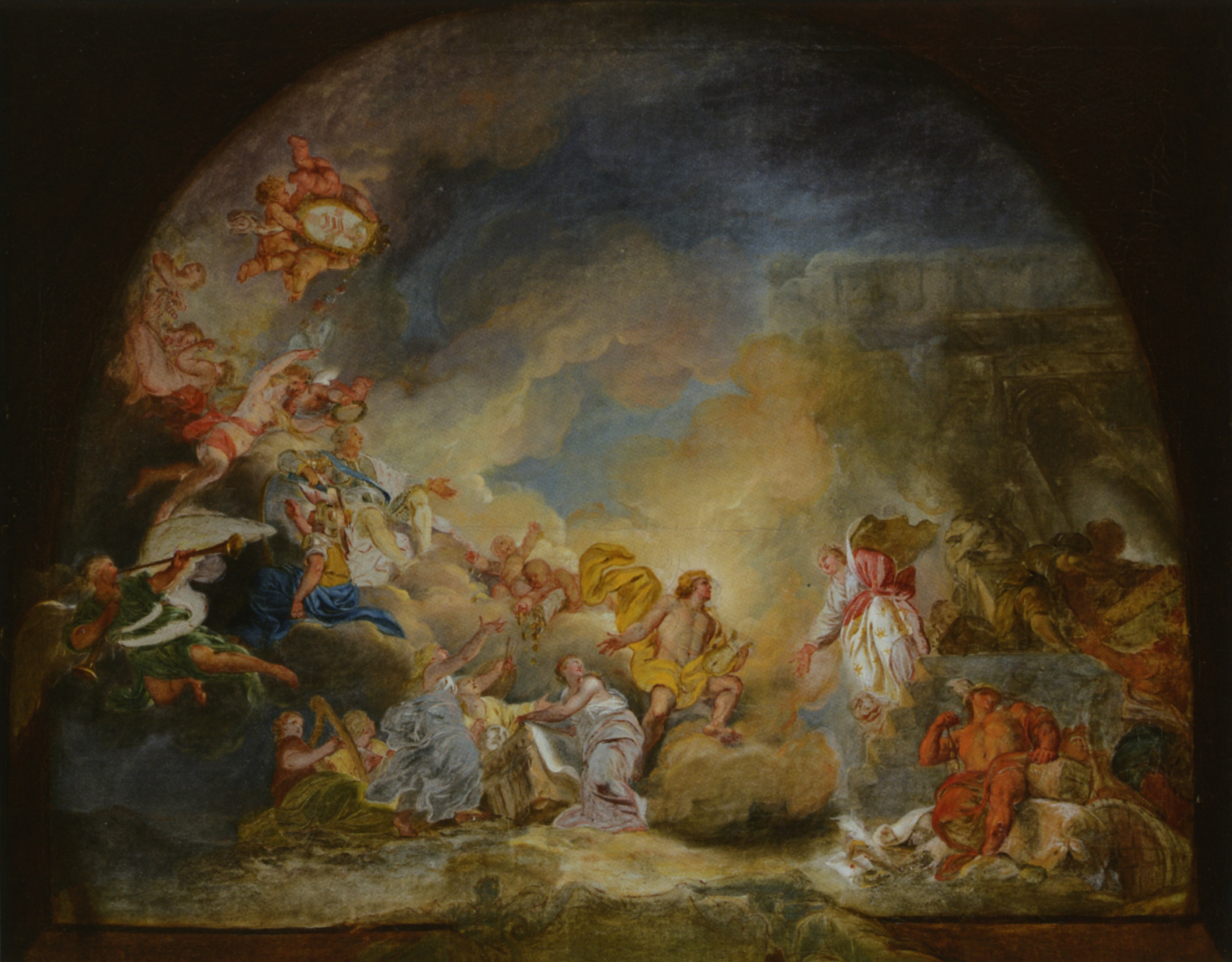
2016. Don de la Société des Amis du musée des Beaux-Arts de Bordeaux : Pierre Lacour, La gloire du Gouverneur de Guyenne (Projet pour le plafond du Grand Théâtre), huile sur toile

### Sources manuscrites et imprimées
- Ricau Osmin, Revue des Amis du Musée de Bordeaux, 1952-1954. Archives Bordeaux Métropole, cote 474C.
- M. J. Coupry, Revue des Amis du Musée de Bordeaux. Documentation, Musée des Beaux-Arts de Bordeaux, non coté, Bordeaux, 1967, 1968, 1969
- Société Philomathique : Membres, statuts, expositions, 1869-1908. Archives Départementales de la Gironde, cote 151 T5